# عمر بيريس سانتياغو
عمر بيريس سانتياغو (بالإسبانية: Omar Pérez Santiago)‏ (6 مايو 1953 -) هو كاتب وصحفي تشيلي من مواليد بسانتياغو الشيلي.

## سيرته[1]
متخرج من معهد العلوم السياسية بجامعة تشيلي. اضطر للعيش في المنفى بداية من عام 1978 بسبب مناهضته لسياسات الحكومة العسكرية. وقد درس خلال مدة اقامته في السويد، التي امتدت لأكثر من عشر سنوات، التاريخ الاقتصادي في جامعة لوند، وكان ناشرا فاعلا لثقافة أمريكا اللاتينية في العالم الإسكندينافي. وقد قام هناك بتأسيس دار نشر «آورا لاتينا». لدى عودته إلى الشيلي، في بداية التسعينات، كان من بين مؤسسي مركز فنون الهزل Parque del Cómics الشيلي بمقاطعة سان ميغيل، بسانتياغو دي شيلي. وهو يعتبر من بين أبرز المساهمين في التعريف بالثقافة الاسكندينافية في الشيلي.

## أعماله
- موجز تاريخ فن الهزل في الشيلي، منشورات الجامعة البوليفارية، 2007
- كتّاب الحرب (دراسة)، ط1:منشورات آورا لاتينا 2005/ط2: منشورات الجامعة البوليفارية، 2007
- قناة فالوب مع غابرييل كالديس (رواية)، ط1:منشورات آورا لاتينا 2002/ط2: منشورات الجامعة البوليفارية، 2007
- أيها الزنجي لا تؤذني (رواية ساخرة)، المركز الوطني لفن الهزل 2000
- مذكرات ايروتيكية لمواطن شيلي في السويد (قصص)، منشورات كيبوس وآورا لاتينا، 1992
- Malmö är litet (رواية باللغة السويدية)، السويد 1988
- عصابة مالمو (1990)
- خطيبة بورخيس (سيناريو فيلم)
- Plikten (سيناريو فيلم)

## أعمال صحفية
- الأدباء والبحر، منشورات مركز ايكوثيانوس (2002)
- Latinamerika y Skane، منشورات آورا لاتينا – السويد (1990)
- متحررون، فنانون من سان خواكين، بلدية سان خواكين (1994)